# Werfer-Länderkampf der Frauen 1988 Italien – BR Deutschland / BR Deutschland – Spanien / BR Deutschland – Tschechoslowakei / BR Deutschland – Ungarn
| 7./8./9./10. Leichtathletik-Länderkampf mit bundesdeutscher Beteiligung 1988                                              | 7./8./9./10. Leichtathletik-Länderkampf mit bundesdeutscher Beteiligung 1988 |
| --- | ---------------------------------------------------------------------------- |
| |                                                                              |
| Werfervergleiche der Frauen: Italien – BR Deutschland – Spanien BR Deutschland – Tschechoslowakei BR Deutschland – Ungarn |                                                                              |
| Austragungsort | Forlì                                                                        |
| Wettbewerbe | 3                                                                            |
| Datum | 21./22. Mai                                                                  |
| 1. FRG 2. ITA | 19 Punkte 14 Punkte                                                          |
| 1. FRG 2. ESP | 24 Punkte 09 Punkte                                                          |
| 1. FRG 2. CSK | 18 Punkte 15 Punkte                                                          |
| 1. FRG 2. HUN | 19 Punkte 14 Punkte                                                          |
| Chronik |                                                                              |
| ← ITA-FRG/FRG-ESP/FRG- 00CSK/FRG-HUN Werfer (M)                                                                           | FRG-GDR (M) →                                                                |

Die vierte Veranstaltung im Rahmen des Länderkampfjahres 1988 umfasste vier Länderbegegnungen gleichzeitig und fand parallel zum Vergleich der Männer mit Gegnern aus denselben Nationen statt. In den Länderbegegnungen sieben bis zehn traten die bundesdeutschen Werferinnen in gemeinsamem Wettkampf mit getrennter Wertung gegen Italien, Spanien, Tschechoslowakei und Ungarn an. Die Wettbewerbe wurden am 21./22. Mai in der norditalienischen Stadt Forlì ausgetragen. Nur gegen Ungarn hatten die bundesdeutschen Werferinnen schon eine Begegnung ausgetragen. Dabei hatte es im Vorjahr ein Remis gegeben. Mit den anderen drei Teams hatten sich die bundesdeutschen Frauen bisher nicht gemessen.

## Modus
Ausgetragen wurden die drei olympischen Frauenwettbewerbe aus dem Bereich Wurf/Stoß. Je Land und Wettbewerb starteten zwei Teilnehmer. Die Punkte wurden nach der üblichen Standardwertung für Länderkampfe mit zwei Nationen vergeben.

## Ergebnis
Im Kugelstoßen und Diskuswurf bezwangen die bundesdeutschen Athletinnen jeweils alle Vertreterinnen der vier Gegnerländer. Im Speerwurf gab es gegen Italien, die Tschechoslowakei und Ungarn Niederlagen der bundesdeutschen Werferinnen. Nur gegen Spanien lag die Bundesrepublik auch in dieser Disziplin vorn.
In der Länderkampfwertung beendete die Bundesrepublik Deutschland alle vier Vergleiche mit Siegen:
- gegen Italien mit 19 zu 14 Punkten
- gegen Spanien mit 24 zu 9 Punkten
- gegen die Tschechoslowakei mit 18 zu 15 Punkten
- gegen Ungarn mit 19 zu 15 Punkten

## Resultate

### Kugelstoßen
| Platz | Athletin            | Land | Weite (m) | Länderkampfwertung | Länderkampfwertung |
| ----- | ------------------- | ---- | --------- | ------------------ | ------------------ |
| 01    | Stephanie Storp     | FRG  | 19,46     | 1. FRG 2. ITA      | 8 P 3 P            |
| 02    | Vera Schmidt        | FRG  | 19,28     | 1. FRG 2. ITA      | 8 P 3 P            |
| 03    | Viktoria Horváth    | HUN  | 18,16     | 1. FRG 2. ITA      | 8 P 3 P            |
| 04    | Alena Vitoulová     | CSK  | 17,77     | 1. FRG 2. ESP      | 8 P 3 P            |
| 05    | Tünde Elekes        | HUN  | 16,12     | 1. FRG 2. ESP      | 8 P 3 P            |
| 06    | Agnese Maffeis      | ITA  | 16,00     | 1. FRG 2. CSK      | 8 P 3 P            |
| 07    | Margarita Ramos     | ESP  | 15,80     | 1. FRG 2. CSK      | 8 P 3 P            |
| 08    | Yveta Kudrnová      | CSK  | 15,80     | 1. FRG 2. HUN      | 8 P 3 P            |
| 09    | Assunta Chiumarello | ITA  | 15,50     | 1. FRG 2. HUN      | 8 P 3 P            |
| 10    | Carmen Corona       | ESP  | 13,14     | 1. FRG 2. HUN      | 8 P 3 P            |

### Diskuswurf
| Platz | Athletin          | Land | Weite (m) | Länderkampfwertung | Länderkampfwertung |
| ----- | ----------------- | ---- | --------- | ------------------ | ------------------ |
| 01    | Dagmar Galler     | FRG  | 59,64     | 1. FRG 2. ITA      | 8 P 3 P            |
| 02    | Martina Polisenká | CSK  | 58,42     | 1. FRG 2. ITA      | 8 P 3 P            |
| 03    | Ursula Kreutel    | FRG  | 57,92     | 1. FRG 2. ITA      | 8 P 3 P            |
| 04    | Ágnes Herczegh    | HUN  | 57,42     | 1. FRG 2. ESP      | 8 P 3 P            |
| 05    | Maria Marello     | ITA  | 52,26     | 1. FRG 2. ESP      | 8 P 3 P            |
| 06    | Ángeles Barreiro  | ESP  | 51,08     | 1. FRG 2. CSK      | 7 P 4 P            |
| 07    | Sonia Godall      | ESP  | 49,98     | 1. FRG 2. CSK      | 7 P 4 P            |
| 08    | Yveta Kudrnová    | CSK  | 49,18     | 1. FRG 2. HUN      | 8 P 3 P            |
| 09    | Agnese Maffeis    | ITA  | 49,10     | 1. FRG 2. HUN      | 8 P 3 P            |
| 10    | Viktoria Horváth  | HUN  | 42,24     | 1. FRG 2. HUN      | 8 P 3 P            |

### Speerwurf
| Platz | Athletin           | Land | Weite (m) | Länderkampfwertung | Länderkampfwertung |
| ----- | ------------------ | ---- | --------- | ------------------ | ------------------ |
| 01    | Zsuzsa Malovecz    | HUN  | 67,18     | 1. ITA 2. FRG      | 8 P 3 P            |
| 02    | Katalin Hartai     | HUN  | 60,46     | 1. ITA 2. FRG      | 8 P 3 P            |
| 03    | Katerina Kotmelová | CSK  | 60,02     | 1. ITA 2. FRG      | 8 P 3 P            |
| 04    | Fausta Quintavalla | ITA  | 58,20     | 1. FRG 2. ESP      | 8 P 3 P            |
| 05    | Elena Revajová     | CSK  | 56,56     | 1. FRG 2. ESP      | 8 P 3 P            |
| 06    | Wilma Vidotto      | ITA  | 53,30     | 1. CSK 2. FRG      | 8 P 3 P            |
| 07    | Anja Koslowski     | FRG  | 52,32     | 1. CSK 2. FRG      | 8 P 3 P            |
| 08    | Katja Hausmann     | FRG  | 50,04     | 1. HUN 2. FRG      | 8 P 3 P            |
| 09    | Natividad Vizcainu | ESP  | 48,42     | 1. HUN 2. FRG      | 8 P 3 P            |
| 10    | Sonja Godall       | ESP  | 43,92     | 1. HUN 2. FRG      | 8 P 3 P            |